# Siegfried Junghans
Siegfried Junghans (* 30. Oktober 1915 in Stuttgart; † 16. Februar 1999) war ein deutscher Prähistoriker.

## Leben
Siegfried Junghans wurde als Sohn des Erfinders Siegfried Junghans geboren. Er studierte von 1935 bis 1938 an den Universitäten München, Marburg und Kiel. 1948 wurde er an der Universität Tübingen promoviert. Anschließend war er am Württembergischen Landesmuseum in Stuttgart tätig, wo er den Wiederaufbau von dessen Archäologischen Sammlungen leitete. Ab 1954 war er Hauptkonservator der Vor- und Frühgeschichtlichen Sammlungen und der Antikensammlung, 1967 wurde er Direktor des Museums, einen Posten, den er trotz mehrfacher Berufung an Museen außerhalb des Landes bis 1978 behielt. Von 1963 bis 1969 war Junghans Vorsitzender der Gesellschaft für Vor- und Frühgeschichte in Württemberg und Hohenzollern, zu deren Gründungsmitgliedern er gehörte. 
Junghans machte sich vor allem auf dem Gebiet der Archäometallurgie einen Namen. Von Junghans stammt der Begriff Formenkreis Adlerberg-Singen, davon wurde später der Name Singener Gruppe abgeleitet.

## Schriften
- Die frühbronzezeitlichen Kulturen Südwestdeutschlands, Ungedr. Diss. Univ. Tübingen, 1948.
- Zur Frage spektralanalytischer Untersuchungen an prähistorischen Metallgegenständen (mit Erwin Scheufele), In: Germania, 29, 1951, S. 184–186.
- Untersuchungen zur Kupfer- und Frühbronzezeit Süddeutschlands (mit Hans Klein, Erwin Scheufele), In: Bericht der römisch-germanischen Kommission, 34, 1951–1953 (1954), S. 77–114.
- Bericht über den Fortgang spektralanalytischer Untersuchungen an kupferzeitlichen und frühbronzezeitlichen Bodenfunden Europas (mit Edward Sangmeister), In: Germania, 35, 1957, H. 1/2, S. 11–18.
- Zur Neuaufstellung der Vor- und Frühgeschichtlichen Sammlungen des Württembergischen Landesmuseums Stuttgart, In: Fundberichte aus Schwaben, Neue Folge 15, 1959.
- Fünf unbekannte Nadeln der Kupfer- und Frühbronzezeit aus den Beständen des Württembergischen Landesmuseums, In: Fundberichte aus Schwaben, Neue Folge 15, 1959.
- Metallanalysen kupferzeitlicher und frühbronzezeitlicher Bodenfunde aus Europa. Studien zu den Anfängen der Metallurgie 1 (mit Edward Sangmeister, Manfred Schröder), Mann, Berlin 1960.
- Zum Aufgabenbereich der Vor- und Frühgeschichtlichen Sammlungen des Württembergischen Landesmuseums, In: Fundberichte aus Schwaben, Neue Folge 16, 1962.
- Kleine Vor- und Frühgeschichte Württembergs im Gang durch das Württembergische Landesmuseum (mit Manfred Schröder, Robert Roeren), Kohlhammer, Stuttgart, 1963.
- Kupfer und Bronze in der frühen Metallzeit Europas. Die Materialgruppen beim Stand von 12000 Analysen. Studien zu den Anfängen der Metallurgie 2.1 (mit Edward Sangmeister, Manfred Schröder), Mann, Berlin 1968.
- Kupfer und Bronze in der frühen Metallzeit Europas: Tafeln, Tabellen, Diagramme, Karten. Studien zu den Anfängen der Metallurgie 2.2 (mit Edward Sangmeister, Manfred Schröder), Mann, Berlin 1968.
- Kupfer und Bronze in der frühen Metallzeit Europas. Katalog der Analysen Nr. 985-10040. Studien zu den Anfängen der Metallurgie 2.3 (mit Edward Sangmeister, Manfred Schröder), Mann, Berlin 1968.
- Stuttgarter Bericht über den Fortgang spektralanalytischer Untersuchungen an Kupfer- und Goldgegenständen der frühen Metallzeit Europas, In: Germania, 46, 1968, Halbbd. 1, S. 1–4.
- Kupfer und Bronze in der frühen Metallzeit Europas. Katalog der Analysen Nr. 10041-22000 (mit Nachuntersuchungen der Analysen Nr. 1-10400). Studien zu den Anfängen der Metallurgie 2.4 (mit Edward Sangmeister, Manfred Schröder), Mann, Berlin 1974.
- Sweben - Alamannen und Rom: Die Anfänge der schwäbisch-alemannischen Geschichte, Theiss, Stuttgart 1986, ISBN 3-8062-0475-6.
- Wir Schwaben. Sieben Fabeln zum Beginn schwäbisch-alemannischer Geschichte, Süddeutsche Verlagsgesellschaft, Ulm 1988, ISBN 3-8829-4133-2.